# Odbojka na OI 1992.
Odbojka na Olimpijskim igrama u Barceloni 1992. godine uključivala je natjecanje muških i ženskih momčadi.

## Osvajači medalja
|       | Zlato | Srebro | Bronca |
| Muški | Brazil Marcelo Negrao Jorge Edson Brito Giovane Gavio Paulo Andre Silva Mauricio Lima Janelson Carvalho Douglas Chiarotti Antonio Carlos Gouveia Talmo Oliveira Andre Felippe Ferreira Alexandre Samuel Amauri Ribeiro | Nizozemska Edwin Benne Peter Blangé Ron Boudrie Henk-Jan Held Martin van der Horst Marko Klok Olof van der Meulen Jan Posthuma Avital Selinger Martin Teffer Ronald Zoodsma Ron Zwerver                                               | SAD Eric Sato Jeffery Stork Stephen Timmons Bryan Ivie Douglas Partie Robert Samuelson Scott Fortune Daniel Greenbaum Brent Hilliard Nick Becker Carlos Briceno Bob Ctvrtlik |
| Žene  | Kuba Regla Bell Mercedes Calderón Magaly Carvajal Marlenis Costa Idalmis Gato Lilia Izquierdo Norka Latamblet Mireya Luis Tania Ortiz Regla Torres                                                                     | Združeni sovjetski tim Valentina Ogienko Natalija Morozova Marina Nikoulina Elena Tjurina Irina Smirnova Tatjana Sidorenko Tatjana Menčova Evgenija Artamonova Galina Lebedeva Svetlana Vasilevskaja Elena Čebukina Svetlana Koritova | SAD Liane Sato Paula Weishoff Yoko Zetterlund Elaina Oden Kimberley Oden Teee Sanders Caren Kemner Ruth Lawanson Tammy Liley Janet Cobbs Tara Cross-Battle Lori Endicott     |